# Лу Цзі
Лу Цзі (*陆机, 261—303) — китайський поет, літературний критик та військовик часів династії Цзінь.

## Життєпис
Народився в родині Лу Кана, сановника та військовика держави У. Здобув класичну освіту. Разом із батьком брав участь у військових походах армій У. У 275 році втратив батька. У 289 році після поразки царства У й захоплення її території імперією Цзінь, деякий час веде відлюдницький спосіб життя.
У 290-х роках переїздить до Лояна. Привернув до себе увагу канцлера Чжан Хуа і увійшов до числа його довірених осіб. Тут очолює імператорський університет.  Після страти у 300 році Чжан Хуа Лу Цзі долучився до табору принца Сима Ая, одного з учасників «Заколоту восьми принців», потім став членом військової ради армії цього бунтівного принца і з 302 року губернатором підвладної йому області Пін'юань. Слідом за поразкою свого сюзерена його було звинувачено у зраді трону і страчено.

## Творчість
З доробку відомо про 104 вірша. Серед них багато юефу, в яких відображено китайський фольклор. Поезія Лу Цзі сповнена мотивів скорботи, роздумів про неміцність людського буття, тем розлуки. Часто більше вражає досконалістю форми, ніж глибиною змісту.
Автор вперше широко застосував паралельну побудову вірша («пайо»), що стало згодом однією з норм китайської класичної поезії. найвідомішим твором є «Одою витонченому слову» (« Вень фу»). У ній Лу оспівує поетичне натхнення, яке ставить поета над світом.
Виступав проти навмисної химерності стилю і беззмістовності поезії. Вперше говорить про характерні особливості різних жанрів давньої літератури. Спостереження Лу Цзі зіграли позитивну роль у розвитку китайської літератури.
Окрім поезії, займався історичними творами. Є автором історії Цзінь — «Цзінь-чжу» у 4 томах.